# Mien van Bree
Wilhelmina Elizabeth (Mien) van Bree (Loosduinen, 24 april 1915 – Den Haag, 4 augustus 1983) was een Nederlandse wielrenster. Zij wordt beschouwd als pionier van het vrouwenwielrennen in Nederland.

## Jeugd
Van Bree was het vierde van vijf kinderen in een tuindersgezin, dochter van Adrianus van Bree (1878–1959) en Elizabeth Hendrika van Beek (1884–1952). Zij groeide op in de Tramstraat, in Loosduinen. Fietsen was al vroeg haar grote hobby. Om te trainen en haar snelheid te toetsen, joeg zij achter de bussen aan. Haar talent werd opgemerkt door buurman Piet Moeskops, vijfvoudig wereldkampioen sprint (1921–1926). Zijn complimenten motiveerden haar om haar wielrentalent verder te ontwikkelen. In 1931 stichtte zij, samen met enkele vriendinnen, de Haagse damesrennersclub Vooruitgang Is Ons Streven (VIOS), een van de eerste Nederlandse vrouwenwielerclubs. In het Nederland van de jaren 1930 werd afgekeurd dat meisjes op een racefiets stapten, maar Mien van Bree had daar maling aan.

## Rennersloopbaan

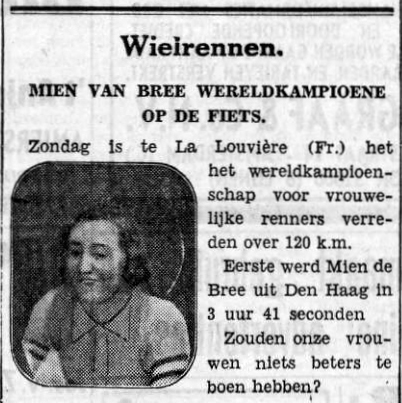
Vrouwenwielrennen werd afwijzend bekeken: "Zouden onze vrouwen niets beters te doen hebben?" (Nieuwe Tilburgsche Courant, 22 oktober1938)

Aangezien de Nederlandse Wielrenunie fietswedstrijden voor vrouwen niet toestond, week Van Bree uit naar België, waar wél door vrouwen kon worden gekoerst. Daarbij fietste zij vroeg in de ochtend van Loosduinen naar België, om in de middag een wedstrijd te rijden. Om niet elke keer tussen Loosduinen en de wedstrijd in België heen en weer te moeten rijden vestigde ze zich in 1936 in Aalst. Ze ging werken in café ‘t Houten Hand. In een kamer boven het cafe woonde ze samen met collega wielrenster Maria Gaudens. Zij nam deel aan sprint-, lange afstand-, koppel- en tandemwedstrijden op de baan. 

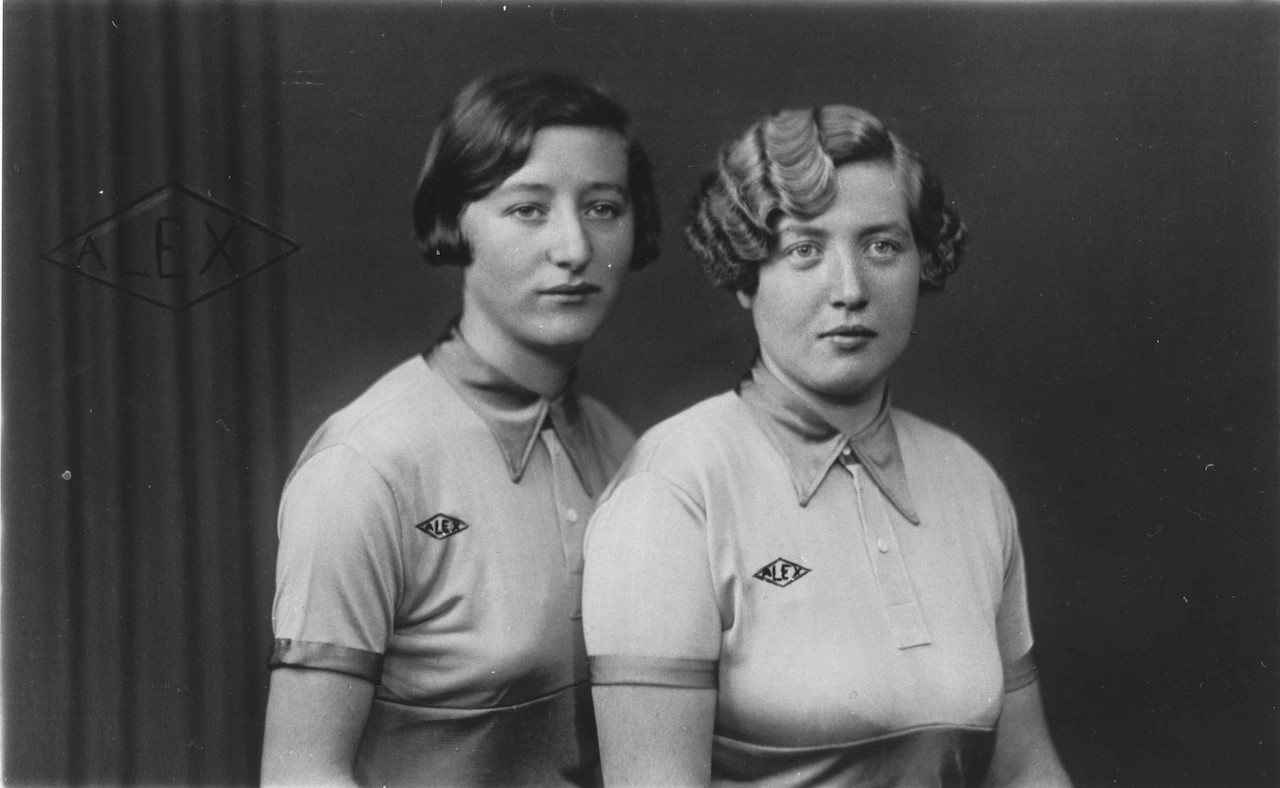
Van Bree en Gaudens (1935)

In 1934 werd zij derde tijdens het wereldkampioenschap wielrennen en in de jaren 1935–1937 eindigde zij als tweede. Daarbij werd zij telkens verslagen door de Belgische Elvire De Bruyne uit Erembodegem. In 1937 liet Elvire Debruyne zich in de burgerlijke stand inschrijven als Willem Maurits Debruyne, van het mannelijk geslacht.
Na het wegvallen van haar grootste concurrente kon Van Bree naar de top doorstoten. Haar eerste overwinning behaalde zij in 1937 tijdens de Europese kampioenschappen wielrennen. In 1938 werd ze, na een race van honderd kilometer in Rocourt, wereldkampioene. Ook verlengde zij haar Europese titel. Een jaar later verlengde zij bovendien haar wereldtitel. Het uitbreken van de Tweede Wereldoorlog betekende het einde van haar wielerloopbaan.

## Haar latere leven
Van Bree werkte als verpleeghulp in de psychiatrie. Daarnaast had zij de zorg voor haar ouders. Na de dood van haar moeder in 1952 verzorgde zij haar vader, tot zijn dood in 1959. Haar fiets bleef werkeloos in haar slaapkamer gestald. Op 4 augustus 1983 werd zij, op 68-jarige leeftijd, dood aangetroffen in haar woning.

## Trivia
- Mien van Bree reed op een lichtgewicht fiets van het merk Magneet. Bronnen verschillen van mening of zij deze fiets zelf bij elkaar had gespaard[2] of dat zij die van de Magneet-fabriek cadeau had gekregen[3] (of beide).
- Zij woonde het grootste deel van haar leven (behoudens enkele jaren in België) in haar geboorteplaats Loosduinen, waar zij ook overleed. Dat als haar officiële overlijdensplaats "Den Haag" staat vermeld, komt doordat het voorheen zelfstandige tuindersdorp Loosduinen in 1923 door Den Haag werd geannexeerd.
- In 2015 (haar honderdste geboortejaar) heeft de gemeente Den Haag een fietspad in Loosduinen naar haar vernoemd: het "Mien van Breepad".[9][10]
- Brug 1778 in Amsterdam-Noord is naar Mien van Bree vernoemd.
- Op 24 maart 2016[11] verscheen het boek Mien – Een vergeten geschiedenis, van de hand van debuterend schrijfster Mariska Tjoelker.[12][13]